# Hernando de Escalante Fontaneda
Hernando de Escalante Fontaneda (¿Cartagena?, 1536 o 1535 – fl. 1575) va ser un marí, escriptor, traductor i explorador espanyol.

## Biografia
Al voltant de 1549, a l'edat de 13 anys, va sobreviure a un naufragi als Keys de Florida. La tripulació i els passatgers que es van salvar van ser capturats i esclavitzats per la tribu ameríndia dels calusa, i foren sacrificats tots menys Hernando. Sembla que el noi es va salvar per la seva correcta interpretació dels símbols visuals o comunicació per signes, on els nadius els demanaven que ballessin i cantessin, i els altres no ho van entendre.
Va passar durant els següents disset anys vivint entre els calusa i altres tribus, aprenent els seus costums i diverses llengües natives i viatjant per tota la Florida.
Al voltant de 1566, Pedro Menéndez de Avilés, primer governador espanyol de la Florida espanyola i fundador de San Agustín, va establir una aliança amb el poderós cap indígena Carlos, arribant a casar-se fins i tot amb la seva germana. D'aquesta manera, va poder negociar el rescat d'Hernando i d'altres captius. Una història alternativa és que Hernando va ser rescatat pels hugonots de Fort Caroline en 1565 i va poder tornar a territori espanyol quan el fort va ser pres.
Va servir com a intèrpret i guia per a Pedro Menéndez des de 1565 en diverses missions i va tornar a Espanya en 1569 per reclamar les propietats dels seus pares davant la Corona. En 1575, després de la mort de Pedro Menéndez, va escriure les seves memòries, considerades pels historiadors de l'època com les més valuoses, com és el cas d'Antonio de Herrera y Tordesillas, i ho segueixen sent avui dia.

## Memòries
La seva Memoria de las cosas y costa y indios de la Florida és especialment important per conèixer la vida de les antigues tribus índies que habitaven la Florida. Va ser el primer que esmenta per escrit el poble de Tampa. Dona els noms de 22 pobles importants dels calusa, sent el primer Tampa:
"Primerament, un lloc que es diu Tampa, poble gran..."
Encara que no dona detalls sobre la ubicació exacta de Tampa, la seva connexió amb la moderna Tampa (coneguda els seus orígens indígenes) pot considerar-se poc probable.
També es recorden les seves memòries per les seves relacions amb la cerca de la Font de l'eterna joventut on s'esmenta la llegenda sobre la cerca d'aquestes aigües en la Florida per Juan Ponce de León, un detall gairebé inseparables del mite al dia d'avui. Encara que queda clar que Hernando no creia en aquesta història, els historiadors posteriors van ser menys incrèduls, doncs la llegenda va ser inclosa en la Historia general de los hechos de los castellanos en las Islas y Tierra Firme del mar Océano que llaman Indias Occidentales, coneguda com a Décadas d'Antonio de Herrera en 1615.